# 美以美会差会

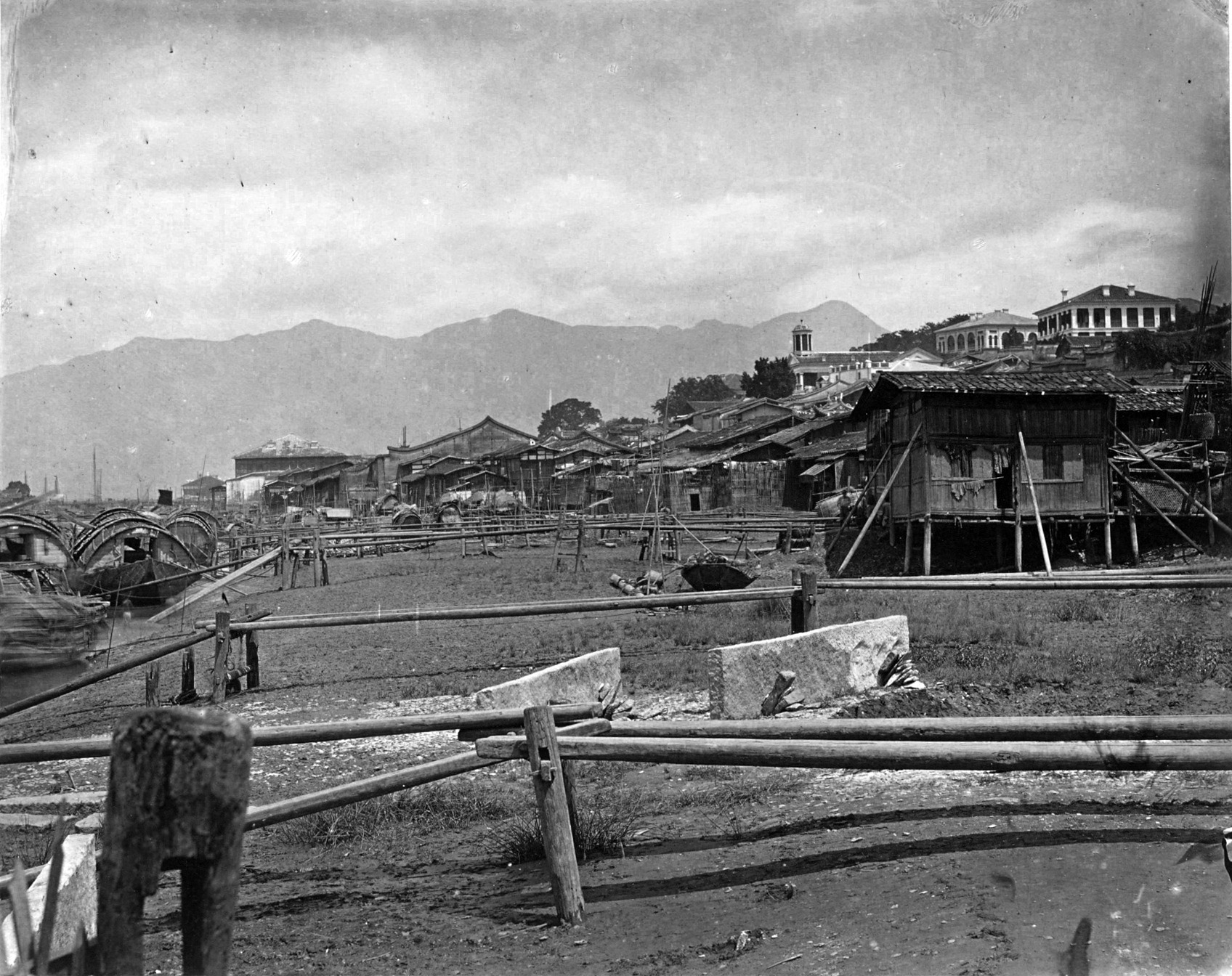
美以美会差会的房屋和教堂，1860年至1880年間拍攝

美以美会差会（American Methodist Episcopal Mission）是美以美会（美国北方的卫理宗教派）向海外传教的差会组织，曾向中国等国家派遣为数众多的传教士。

## 中国差会

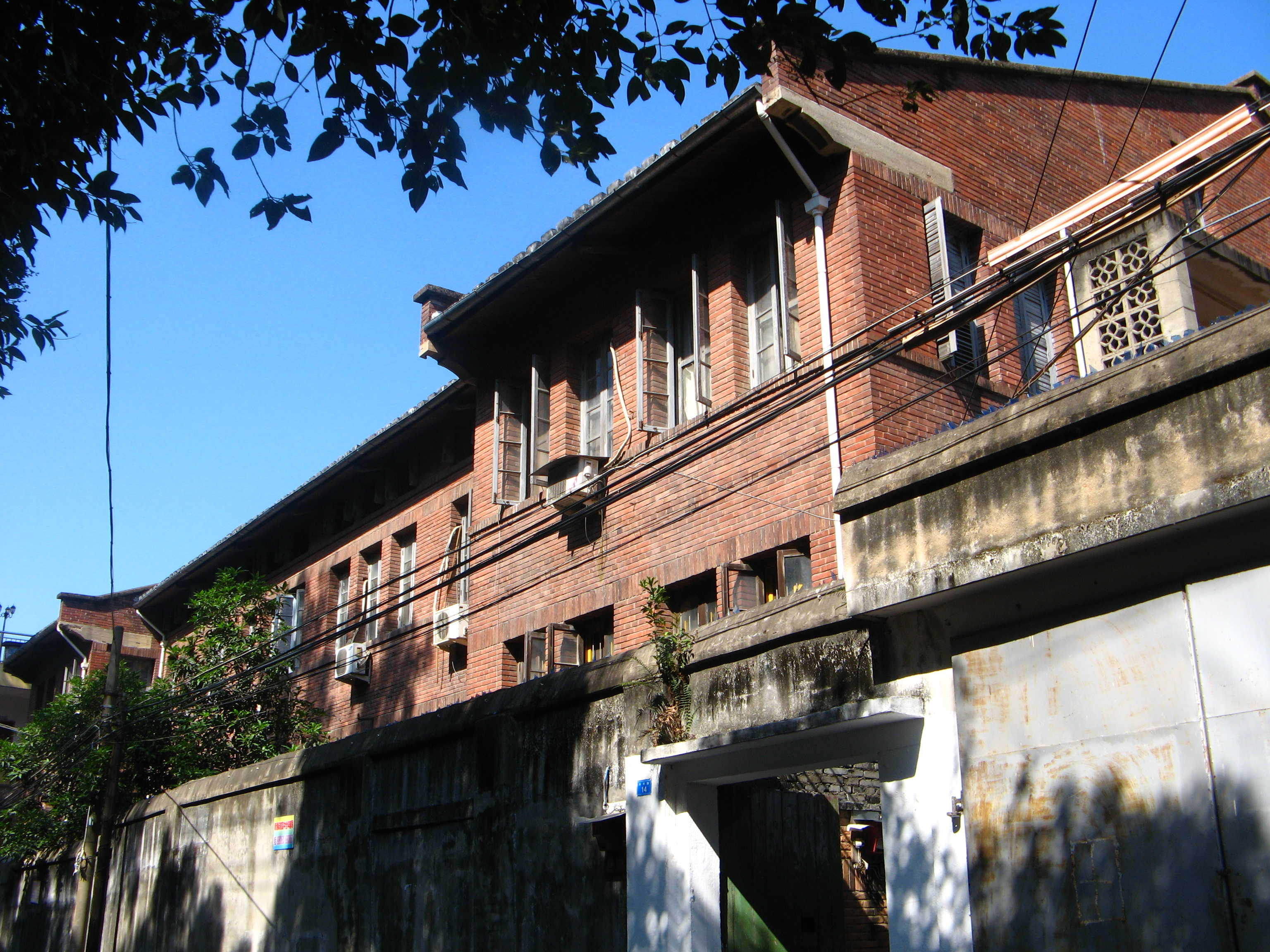
原美以美会在福州的总部，位于今天的福建神学院内

美以美会对华传教开始于1847年。先锋传教士柯林（Judson Dwight Collins）热切地恳求该会前往中国传教，当他得知没有财力可以提供时，他写道：
|  | Engage me a passage before the mast in the first vessel going to China. My own strong arm can pull me to China and can support me when I arrive there. |

如此的热情令人无法抗拒，于是在这一年，柯林和懷特（Moses Clark White）两位传教士被派往开埠不久的通商口岸、福建省省会福州，不久又有希赫克（H. Hickok）麦利和（R. S. Maclay）等宣教士前來帮助，正式展開福音事工。他们在福州焦急地等待了10年之久，努力终于得到了成果，扩展为6个大的区，包括60个传教站。该会的印书馆相当繁忙，在1888年一年中发行了14,000页的传教作品。差会还在长江中下游沿岸长约300英里的地区的九江、镇江、南京、芜湖等城市开辟了传教站。在北方，美以美会进入北京、天津、泰安和遵化，并开设了学校和医院；该会还向西扩展到距离海岸线1,400英里的重庆。到1890年，它拥有32名传教士，17名单身女传教士，43名 本地牧师，91名未受圣职的本地助手，还有4000多名领圣餐者。
1919年美以美会在华共有传教士419人，在各省分布情况如下：
1. 福建122人
2. 直隶107人
3. 四川66人
4. 江苏62人
5. 江西38人
6. 安徽17人
7. 山东12人

其中人数最多的两个传教站是北京和福州，均超过50人。
1919年美以美会在华受餐信徒38820人，在各省分布情况如下：
1. 福建20672人
2. 直隶8636人
3. 四川3814人
4. 山东2484人
5. 江西1067人
6. 江苏1016人
7. 安徽632人
8. 奉天195人
9. 广东191人
10. 湖北113人

1935年，美以美会在华有9个年议会，23总堂，490支堂，西教士223人，华传道1026人，受餐信徒41272人。
- 1939年美國衛理公會合併後，三會併稱為中華基督教衛理公會（The Methodist church in Republic of China），中央議會設在福州天安堂。

- 1947年11月17日，衛理公會在福州天安堂舉行來華宣教百週年庆典。全國已成立9個正式年議會；除了華東年議會（上海、苏南、浙北一带吴语区）是原监理会开辟，其余8个都是原美以美会开辟。會友超過十萬，90％以上属于原美以美会。另外还有临时年议会，张家口年议会，原来属于美普会

### 发源地：福州年议会（FOOCHOW CONFERENCE）

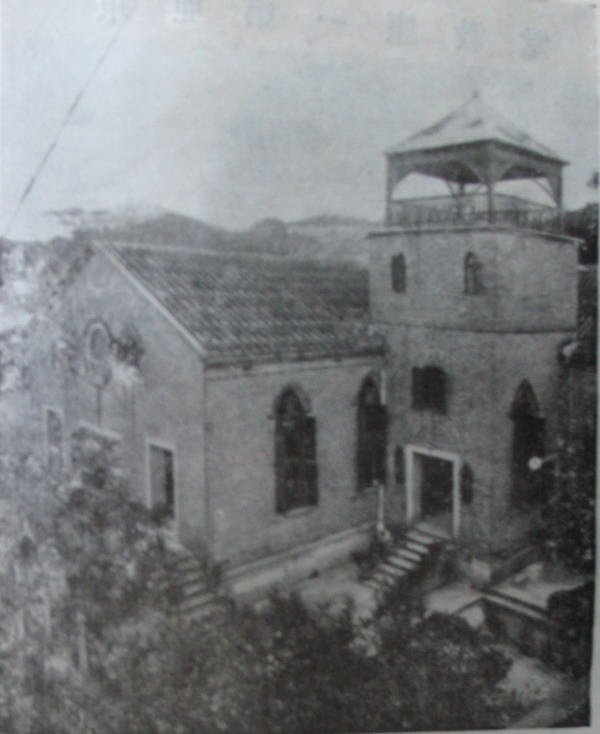
早期的福州天安堂

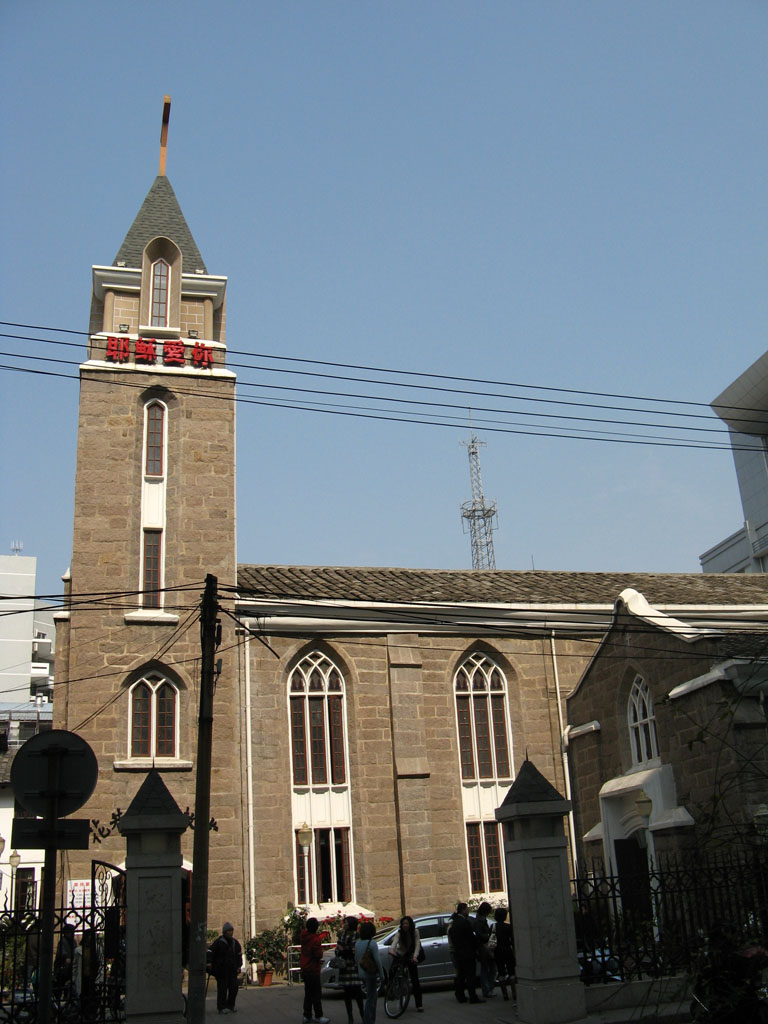
花巷尚友堂

- 1847年，美以美會派遣柯林和懷特进入福州。
- 1856年7月3日建成茶亭街（八一七中路）真神堂，10月18日建成仓山天安堂。但直到1857年7月14日，才有一位商人陈安受洗。肯斯理（Kingsley）擔任首任會督。
- 福州年议会下设福州、福清、龙田、渔溪、平潭、闽清、古田、屏湖等八个教区，下设牧区（堂会），天安堂、尚友堂之下又设有布道所。
- 传教站：福州（1847）；古田(1889);海坛岛（平潭，1895);闽清(1896)；福清(1914)；
- 著名教堂：福州仓山福州天安堂、花巷尚友堂、茶亭真神堂、上渡福民堂、小岭堂、伙贩街尚仁堂、义序宣道堂、浦下天道堂、胪雷正道堂、城门堂等。福清福华堂。
- 教育：福建协和大学（合办）、华南女子大学及附属中学、福州鹤龄英华中学、毓英女中、进德女中、基督教女子神学院、福建协和道学院（合办）、协和幼稚师范学校（合办）；平潭岚华中学；古田超古中学、毓馨女中；闽清天儒中学、毓真女中；福清明义中学及毓贞女中（福清二中）、龙田融美中学（福清三中）；
- 医院：福清惠乐生女医院，龙田和新田医院，平潭基督教西医院，古田怀礼医院，闽清善牧医院

### 兴化年议会（HINGHWA CONFERENCE）
- 传教站：涵江; 兴化(莆田，1864); 仙游(1865)。传教范围是原兴化府（莆田,仙游两县），讲一种特别的兴化方言。
- 著名教堂：莆田天道堂
- 教育：莆田哲理中学、咸益女中；仙游陶德女中、仙游模范学校，黄石农工学堂、蒲星中学
- 医院：涵江兴仁医院，仙游美以美会女医院，
- 其他：涵江麻风村、利百加孤子院

### 延平年议会（YENPING CONFERENCE）
- 传教站：延平(南平，1902)。传教范围包括永安,沙县一带。
- 著名教堂：
- 教育：南平剑津中学
- 医院：延平吐吡哩医院，沙县美以美会医院

### 江西年议会（KIANGSI CONFERENCE）
- 传教站：九江(1868); 南昌(1894)。传教范围包括湖北黄梅县。
- 著名教堂：九江甘南堂、大中路388号化善堂；南昌清钟堂、新民堂、志道堂、德胜堂
- 教育：九江同文中学 、儒励女中；南昌豫章中学、葆灵女中
- 医院：九江生命活水医院（今九江市第一人民医院），但福德医院（今九江市妇幼保健院&九江市儿童医院），南昌南昌医院，康成妇幼医院。

### 华北年议会（NORTH CHINA CONFERENCE）
- 传教站：北京(1869)；天津(1870)；昌黎(1903)；北戴河海滨; 遵化.
- 教堂：在北京城区设有崇文门亚斯立堂、珠市口堂、宣外牧区、永定门外教堂、花市福音堂、方巾巷堂、广安门关厢福音堂、白纸坊福音堂、和平门外小沙土园堂、左安门外教堂、右安门关厢福音堂等10多座教堂，主要集中在南城；在天津设有维斯理堂（在法租界内）、南关教堂等
- 教育：燕京大学（合办）；北京汇文中学、慕贞女中、汇文神学院；天津汇文中学、中西女中；滦县汇文中学；昌黎汇文中学、贵贞女师
- 医院：北京同仁医院、妇婴医院，天津南关妇婴医院，昌黎广济医院，遵化同仁医院，山海关普济医院

### 华西年议会（CHENGTU AND CHUNGKING CONFERNCE）

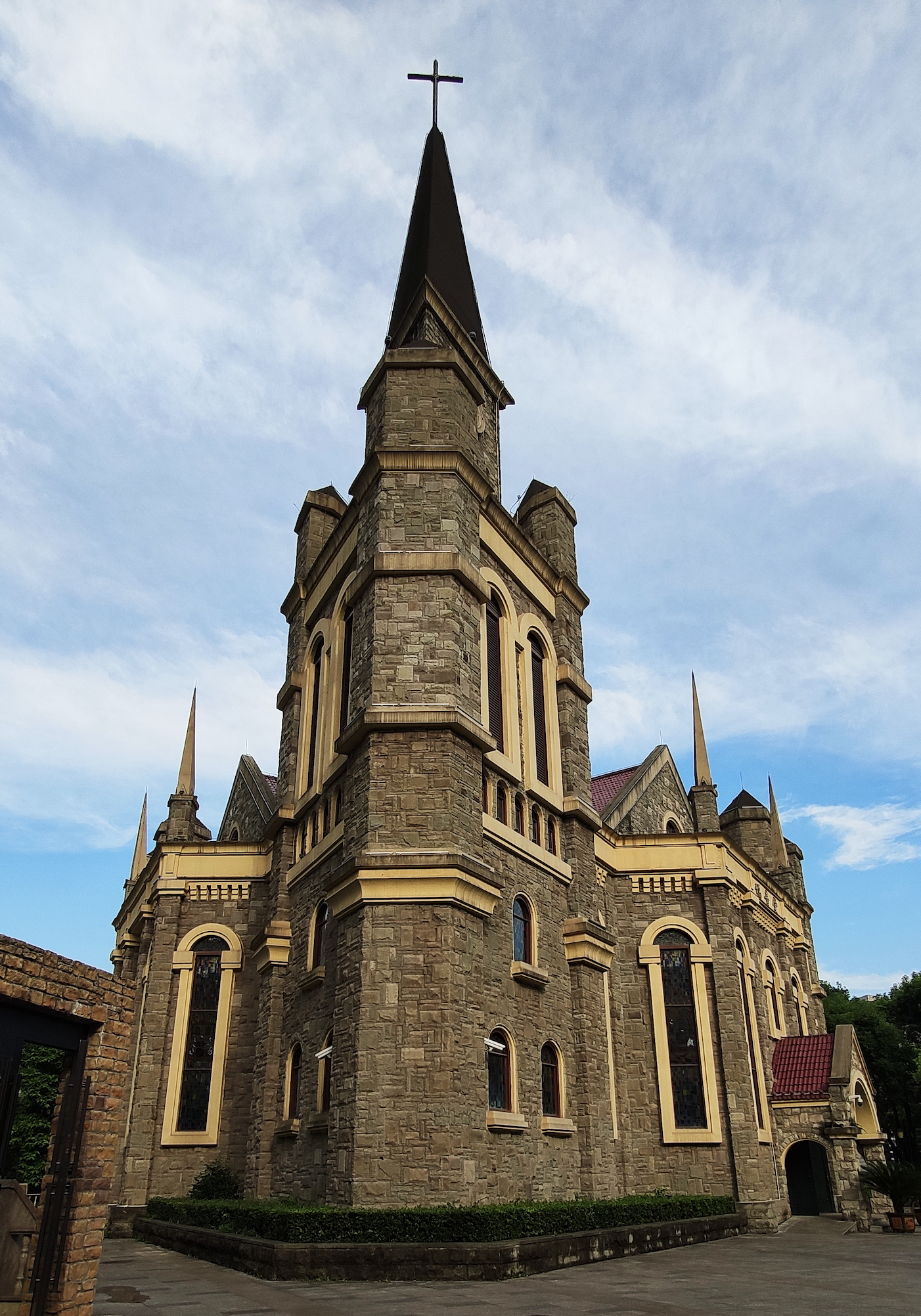
重慶江北福音堂

- 传教站：重庆（1882）；成都（1892）；遂宁（1896）；资州（今资中县，1897）
- 著名教堂：成都陕西街教堂；重庆社交会堂；重慶江北區福音堂
- 教育：成都华西协合大学（合办）、华美女中、高琦中学、协和女师（合办）；重庆求精中学、淑德女中；遂宁精一中学、涪江女中；资中进德女中、磐石中学
- 医院：成都存仁医院，重庆宽仁医院，宽仁女医院，资中宏仁医院

### 山东年议会（SHANTUNG CONFERENCE）
- 传教站：泰安(1874); 济南.
- 著名教堂：泰安登云街教堂
- 医院：泰安博济医院
- 教育：泰安萃英中学、德贞中学；济南齐鲁大学（合办）

### 华中年议会（CENTRAL CHINA CONFERENCE）
驻南京估衣廊城中会堂。
1926年分为5个连环。
- 传教站：镇江(1884);南京(1887); 芜湖(1895); 上海办事处(1903)
- 著名教堂：
  - 镇江连环：又新街大西路福音堂（1889年）、小码头福音堂（1932年）；丹阳、白兔镇、上党镇
  - 南京连环：南京估衣廊城中会堂、讲堂大街（昇州路111号）卫斯理堂、南门外西街、城西堂；和县、濮家集、西埠
  - 江宁连环：江宁镇、六郎桥、秣陵关、陶吴镇、小丹阳
  - 芜湖连环：芜湖二街状元坊教堂、弋矶山堂；太平府、运漕镇、黄池、荻港镇、屯溪
  - 宁国府连环：宁国府、水阳镇、宁国县
- 教育：金陵大学（合办）、金陵女子大学（合办）、金陵神学院（合办）；南京金陵大学附中（合办）、汇文女中、镇江宝盖山崇实女中；宣城皖南中学
- 医院：芜湖弋矶山医院，镇江宝盖山保黎医院

## 在东南亚
随着福建省美以美会信徒的大批移民，美以美会（今卫理公会）在马来西亚拥有大批信徒。

## 重要人物
- 柯林（Judson Dwight Collins）
- 懷特（Moses Clark White）
- 麦利和（Robert Samuel Maclay）
- 刘海澜博士 (Hiram Harrison Lowry,1843-1924)
- 力宣德會督
- 黃安素會督（Ralph A. Ward，1882－1958）
- 高智会督
- 薛承恩（Nathan Sites）
- 林振珍（1808-1877）
- 王化清會督 ( Wang Chih Ping )
- 陳文淵會督
- 宋尚节博士
- 許揚美牧師(Hü Yong-mi,1837-1892)
- 許金訇醫生(Hü King Eng，1865-1929)第一位女留学生许金訇 （页面存档备份，存于）